# Gueuze Jacobins
Gueuze Jacobins is een Belgisch bier van spontane gisting.
Het bier wordt gebrouwen in Brouwerij Omer Vander Ghinste te Bellegem. Het is een amberkleurig bier met een alcoholpercentage van 5,5%. Eind 2017 besliste de brouwerij wegens terugvallende omzet om dit product niet langer te volgen.